# سیاه‌گیله
سیاه‌گیله (نام علمی: Vaccinium arctostaphylos) نام یک گونه گیاه درختچه‌ای از سرده سیاه‌گیله است که بومی غرب آسیا (ایران و ترکیه)، قفقاز (ارمنستان، آذربایجان، گرجستان، روسیه) و اروپای جنوب شرقی (بلغارستان) است. این گیاه در ایران در جنگل‌های گیلان می‌روید. میوهٔ آن سته خوراکی و به رنگ ارغوانی تیره یا سیاه است. برگ‌های آن سبز تیره و سطح زیر متمایل به سفید و میوه‌های آبی-سیاه کروی دارد. میوه و برگ‌های سیاه گیله در تهیهٔ داروهای گیاهی کاربرد دارند. میوهٔ آن حاوی ترکیبات آنتوسیانین است و گفته می‌شود مصرف عصارهٔ آن بر درمان بیماران هایپرلیپیدمی مفید است.

## ویژگی‌ها
ارتفاع این گیاه در حدود ۱ متر است. این گیاه دارای برگ‌های بیضوی و نوک‌تیز با گل‌های صورتی و سفید ریز است، که در خلال ماه‌های فروردین تا خرداد (آوریل تا ژوئن) غنچه باز می‌کنند. در اواخر تابستان، دانه‌های سیاه ارغوانی آن برای چیده شدن آماده می‌شوند. این گیاه در زمره گیاهان خانگی از سرده سیاه‌گیله است و میوه آن بیشتر مزه و ظاهر سیاه‌گیله آمریکایی را دارد. میوه آن را می‌توان هم به‌صورت تازه و هم خشک‌شده مصرف کرد یا در تهیهٔ انواع مرباها و دسرها به‌کار برد.

## تکثیر
تکثیر این گیاه از طریق خوابانیدن شاخه و تقسیم بوته یا کاشت قلمه‌ها و کاشت بذر است. بهتر است در خاک اسیدی و حاوی پیت و در مکانی آفتابی یا جایی با قسمتی سایه کاشته شود.